# Llista de monuments de l'Aude
Llista de monuments de l'Aude (Llenguadoc-Rosselló) registrats com a monuments històrics, bé catalogats d'interès nacional (classé) o bé inventariats d'interès regional (inscrit).

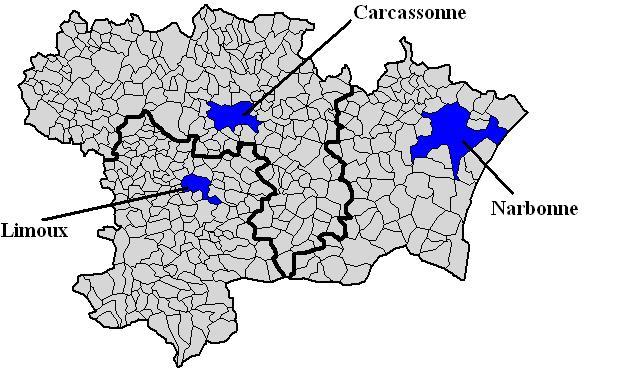
Els tres districtes de l'Aude

A data 31 de desembre de 2009, l'Aude comptava amb 471 monuments històrics, dels quals 125 són catalogats i 346 inventariats.
La llista es divideix per districtes, a més del municipi de Carcassona:
- Llista de monuments del districte de Carcassona
  - Llista de monuments de Carcassona
- Llista de monuments del districte de Limós
- Llista de monuments del districte de Narbona